# 中国常驻联合国副代表列表
本列表为中華民國和中華人民共和國常驻联合国历任副代表名录。中国与联合国的关系，详见中国与联合国关系。

## 历任中国常驻联合国副代表

### 中华民国常驻联合国副代表（1960年－1971年）
1960年，中華民國政府開始任命常駐聯合國代表團公使級副代表，依1959年《中華民國常駐聯合國代表團組織條例》規定，公使級副代表設置1至3人。
| 姓名   | 任命           | 到任 | 递交全权证书 | 免职          | 离任           | 外交衔级 | 外交职务 | 备注 | 备注 |
| ------ | -------------- | ---- | ------------ | ------------- | -------------- | -------- | -------- | ---- | ---- |
| 鄭寶南 | 1960年3月16日  |      |              | 1963年2月13日 |                | 公使     | 副代表   |      |      |
| 薛毓麒 | 1960年8月19日  |      |              | 1967年3月3日  |                | 公使     | 副代表   |      |      |
| 江季平 | 1960年8月31日  |      |              | 1967年2月27日 |                | 公使     | 副代表   |      |      |
| 張純明 | 1963年11月29日 |      |              |               | 1971年10月25日 | 公使     | 副代表   |      |      |

### 中华人民共和国常驻联合国副代表（1971年至今）
1971年11月，中华人民共和国政府开始任命常驻联合国大使衔副代表。早期曾同时任命多位副代表。自1990年金永健开始，固定设置1位副代表、特命全权大使。2020年，增设1位副代表、特命全权大使。
| 姓名   | 任命           | 任命           | 到任           | 递交全权证书   | 免职           | 免职           | 离任         | 外交衔级 | 外交职务 | 备注       |
| 姓名   | 全国人大常委会 | 主席           | 到任           | 递交全权证书   | 全国人大常委会 | 主席           | 离任         | 外交衔级 | 外交职务 | 备注       |
| ------ | -------------- | -------------- | -------------- | -------------- | -------------- | -------------- | ------------ | -------- | -------- | ---------- |
| 陈楚   | 1971年11月2日  | 1971年11月2日  | 1971年11月11日 | 1971年11月14日 | 不適用         | 不適用         | 1972年12月   | 大使     | 副代表   |            |
| 庄焰   | 不適用         | 不適用         | 1972年7月      |                | 1976年12月2日  | 不適用         | 1975年12月   | 大使     | 副代表   |            |
| 王润生 | 不適用         | 不適用         | 1972年12月     |                | 不適用         | 不適用         | 1973年12月   | 大使     | 副代表   |            |
| 章文晋 | 1976年12月2日  | 不適用         | 未到任         | 不適用         | 1978年5月24日  | 不適用         | 不適用       | 大使     | 副代表   |            |
| 赖亚力 | 1976年12月2日  | 不適用         | 1975年8月      |                |                | 不適用         | 1981年1月    | 大使     | 副代表   |            |
| 米国钧 | 1980年8月26日  | 不適用         | 1980年         |                |                | 不適用         | 1984年       | 大使     | 副代表   |            |
| 周南   | 1981年3月6日   | 不適用         | 1981年3月      |                | 1981年5月16日  | 不適用         | 1981年9月    | 大使     | 副代表   |            |
| 梁于藩 | 1981年5月16日  | 不適用         | 1981年         |                | 1986年6月25日  | 1987年5月11日  | 1987年       | 大使     | 副代表   |            |
| 谢启美 | 1984年7月      | 1984年7月      |                |                |                |                | 1985年5月    | 大使     | 副代表   |            |
| 黄嘉华 | 1984年11月     | 1984年11月     |                |                |                |                | 1988年5月    | 大使     | 副代表   |            |
| 俞孟嘉 | 1986年6月25日  | 1986年11月30日 | 1986年11月     |                | 1990年6月28日  | 不適用         | 1990年12月   | 大使     | 副代表   |            |
| 丁原洪 | 1987年3月19日  | 1987年6月27日  | 1987年10月     |                | 1990年6月28日  | 1990年8月15日  | 1990年6月    | 大使     | 副代表   |            |
| 金永健 | 1990年6月28日  | 1990年8月18日  | 1990年10月     |                | 1992年9月4日   | 1992年10月29日 | 1992年10月   | 大使     | 副代表   |            |
| 陈健   | 1992年9月4日   | 1992年10月5日  | 1992年10月     |                | 1994年7月5日   | 1994年9月23日  | 1994年6月    | 大使     | 副代表   |            |
| 王学贤 | 1994年7月5日   | 1994年9月23日  | 1994年9月      |                | 1997年12月29日 | 1998年4月2日   | 1997年10月   | 大使     | 副代表   |            |
| 沈国放 | 1997年12月29日 | 1998年4月2日   | 1998年2月      |                | 2001年12月29日 | 2002年3月25日  | 2002年2月8日 | 大使     | 副代表   |            |
| 张义山 | 2001年12月29日 | 2002年3月25日  | 2002年3月12日  |                | 2006年4月29日  | 2006年7月3日   | 2006年7月    | 大使     | 副代表   |            |
| 刘振民 | 2006年4月29日  | 2006年7月3日   | 2006年7月      |                | 2010年4月29日  | 2010年6月10日  | 2010年3月    | 大使     | 副代表   |            |
| 王民   | 2010年4月29日  | 2010年6月10日  | 2010年6月      |                | 2015年12月27日 | 2016年5月3日   | 2016年2月    | 大使     | 副代表   |            |
| 吴海涛 | 2015年12月27日 | 2016年5月3日   | 2016年4月      | 2016年4月14日  | 2019年10月26日 | 2020年7月31日  | 2020年3月    | 大使     | 副代表   |            |
| 耿爽   | 2019年12月28日 | 2020年7月31日  | 2020年7月      | 2020年7月7日   | 现任           |                |              | 大使     | 副代表   |            |
| 戴兵   | 2019年12月28日 | 2020年7月31日  | 2020年8月      | 2020年8月4日   |                | 2025年5月19日  | 2024年11月   | 大使     | 副代表   | 第一副代表 |
| 孙磊   |                | 2025年5月19日  | 2025年4月      |                | 现任           |                |              | 大使     | 副代表   |            |

## 外部連結
- 中华人民共和国常驻联合国代表团（简体中文）（英文）